# Triple saut aux championnats du monde d'athlétisme
Pour un article plus général, voir Championnats du monde d'athlétisme.
Le triple saut masculin fait partie des épreuves inscrites au programme des premiers championnats du monde d'athlétisme, en 1983, à Helsinki. L'épreuve féminine fait son apparition dix ans plus tard en 1993 à l'occasion des mondiaux de Stuttgart.
Avec quatre médailles d'or remportées, l'Américain Christian Taylor et la Vénézuélienne Yulimar Rojas sont les athlètes les plus titrés dans cette compétition. 
Les records des championnats du monde appartiennent au Britannique Jonathan Edwards chez les hommes, et à l'Ukrainienne Inessa Kravets chez les femmes, qui établissent un nouveau record du monde du triple saut lors des championnats du monde de 1995, à Göteborg, en respectivement 18,29 m et 15,50 m.

## Éditions
| Années | 83 | 87 | 91 | 93 | 95 | 97 | 99 | 01 | 03 | 05 | 07 | 09 | 11 | 13 | 15 | 17 | 19 | 22 | 23 | Total |
| ------ | -- | -- | -- | -- | -- | -- | -- | -- | -- | -- | -- | -- | -- | -- | -- | -- | -- | -- | -- | ----- |
| Hommes | X  | X  | X  | X  | X  | X  | X  | X  | X  | X  | X  | X  | X  | X  | X  | X  | X  | X  | X  | 19    |
| Femmes |    |    |    | X  | X  | X  | X  | X  | X  | X  | X  | X  | X  | X  | X  | X  | X  | X  | X  | 16    |

## Hommes

### Historique

#### 1983-1995

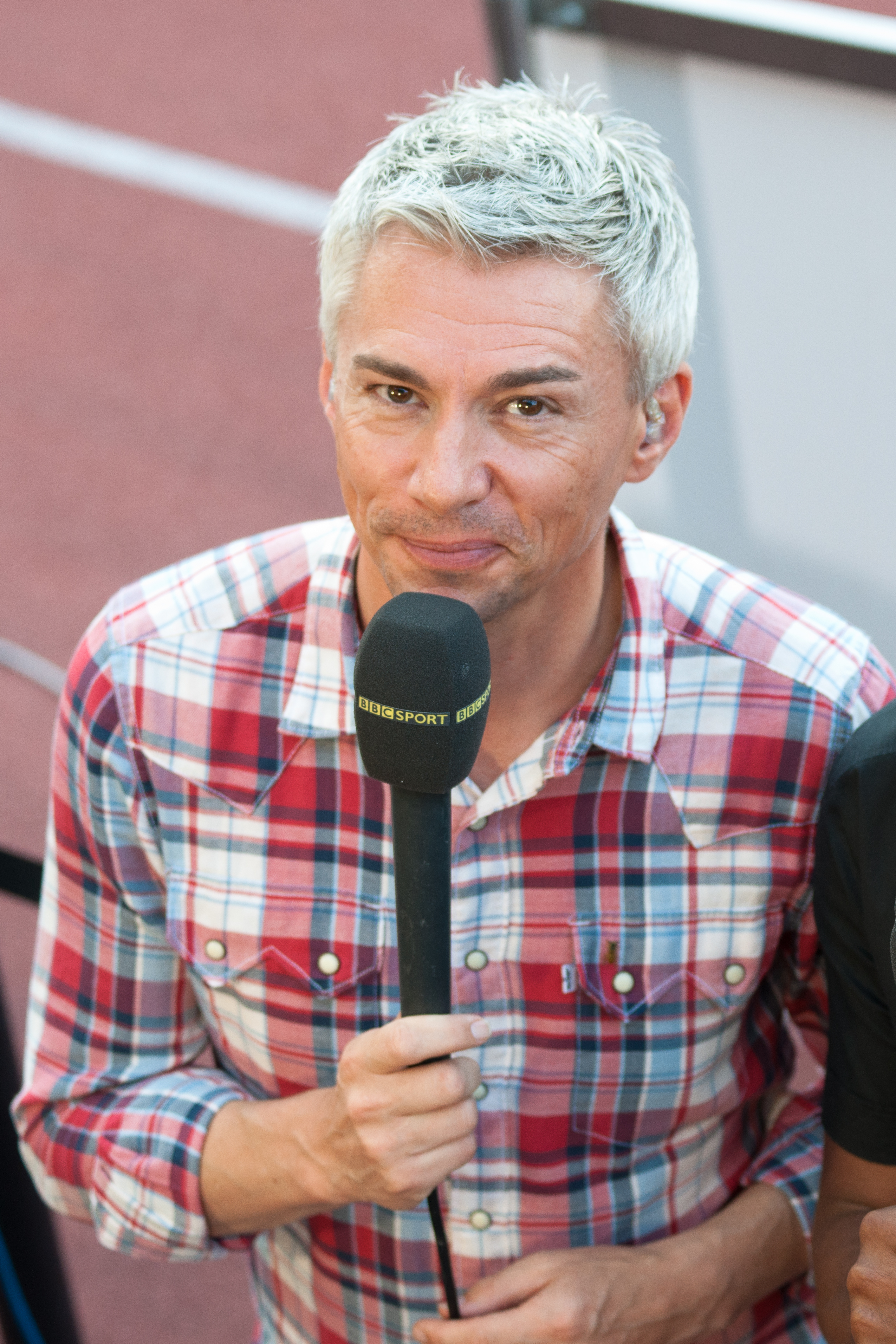
Jonathan Edwards, champion du monde du triple saut en 1995 et 2001 et détenteur du record des championnats du monde avec 18.29 m (actuel record du monde).

Le Polonais Zdzisław Hoffmann est le premier champion du monde du triple saut en s'imposant en finale des mondiaux de 1983, à Helsinki. Il réalise 17,42 m à son sixième et dernier essai et devance l'Américain Willie Banks et le Nigérian Ajayi Agbebaku qui effectuent tous deux un meilleur saut à 17,18 m, Banks devançant Agbebaku au titre du meilleur deuxième saut (17,08 m contre 17,01 m).
Lors des championnats du monde de 1987 à Rome, le Bulgare Khristo Markov, champion d'Europe en titre, remporte la médaille d'or avec un saut à 17,92 m qu'il effectue à son quatrième essai. Il devance l'Américain Mike Conley, titré lors des championnats du monde en salle en début d'année, qui termine à la deuxième place avec 17,67 m, le Soviétique Oleg Sakirkin s'adjugeant la médaille de bronze avec 17,43 m. Willie Banks, médaillé d'argent quatre ans plus tôt et détenteur du record du monde depuis 1985, est éliminé dès les qualifications.
En 1991 à Tokyo, l'Américain Kenny Harrison décroche le titre mondial avec un saut à 17,78 m effectué à son deuxième essai. Le Soviétique Leonid Voloshin, qui termine à trois centimètres seulement d'Harrison, est médaillé d'argent avec 17,75 m et Mike Conley médaillé de bronze avec 17,62 m. Le tenant du titre Khristo Markov est éliminé dès les qualifications.
Lors des championnats du monde de 1993, à Stuttgart, Mike Conley figure parmi les grands favoris au titre après sa médaille d'or olympique obtenue l'année passée à Barcelone. Il remporte la finale avec un triple bond à 17,86 m — à un centimètre de son record personnel — établi à son cinquième essai. Il devance Leonid Voloshin, qui concourt désormais pour la Russie et qui décroche sa deuxième médaille d'argent consécutive avec la marque de 17,65 m. Le Britannique Jonathan Edwards complète le podium avec 17,44 m. Kenny Harrison se classe dixième avec 17,06 m.
Jonathan Edwards, qui a porté le record du monde à 17,98 m trois semaines plus tôt à Salamanque, et qui a franchi à plusieurs reprises les 18 mètres, mais à chaque fois avec un vent supérieur à la limite autorisé, remporte le titre des championnats du monde 1995, à Göteborg en Suède. Dès son premier essai, il atteint la marque de 18,16 m et améliore de 18 cm son propre record du monde. Puis, à son deuxième essai, il améliore cette marque en réalisant un saut à 18,29 m (+ 1,3 m/s), performance constituant l'actuel record du monde du triple saut. Le Bermudien Brian Wellman, champion du monde en salle en début de saison, s'adjuge la médaille d'argent avec 17,62 m, devançant le Dominiquais Jérôme Romain, médaillé de bronze avec 17,59 m.

#### 1997-2005

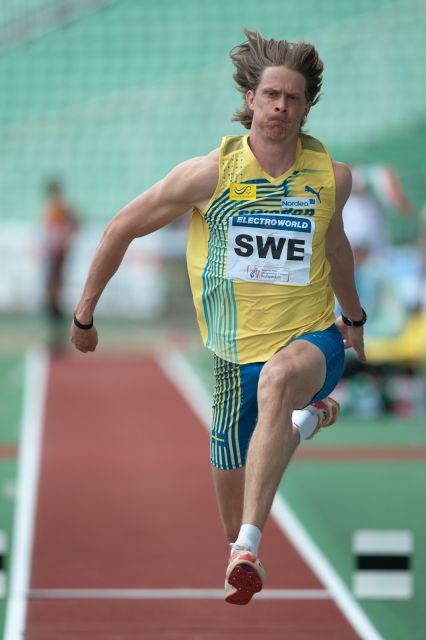
Christian Olsson, champion du monde en 2003.

Aux championnats du monde 1997 à Athènes, le titre revient au Cubain Yoelbi Quesada qui établit un nouveau record national ainsi que la meilleure performance mondiale de l'année avec un saut à 17,85 m effectué à son deuxième essai. Il devance le tenant du titre Jonathan Edwards, médaillé d'argent avec 17,69 m et l'autre Cubain Aliecer Urrutia, médaillé de bronze avec 17,64 m, sa meilleure performance de l'année. Kenny Harrison, champion olympique l'année passée à Atlanta, ne se classe que 9e de la finale.
En 1999 lors des championnats du monde de Séville, l'Allemand Charles Friedek confirme son titre mondial en salle remporté en début de saison en décrochant la médaille d'or en plein air. Il établit à cette occasion la meilleure performance mondiale de l'année avec 17,59 m, saut qu'il effectue à son 4e essai. Le Bulgare Rostislav Dimitrov bat son record personnel et se classe deuxième avec 17,49 m, juste devant Jonathan Edwards, médaillé de bronze avec 17,48 m. L'Italien Paolo Camossi, 5e de la finale, établit un nouveau record national avec 17,29 m.
Champion olympique à Sydney en 2000, Jonathan Edwards remporte en 2001 les mondiaux d'Edmonton, devenant le premier triple-sauteur à décrocher un deuxième titre mondial en plein air. Auteur de la meilleure performance mondiale de l'année à son troisième essai avec 17,92 m, il devance largement le Suédois Christian Olsson, deuxième du concours avec 17,47 m, et le Russe Igor Spasovkhodskiy, troisième avec 17,44 m, record personnel.
Lors des championnats du monde de 2003, Christian Olsson arrive en tant que favori de l'épreuve après avoir notamment décroché le titre européen en 2002, et quelques mois plus tôt le titre mondial en salle. Il s'impose avec un bond à 17,72 m (à cinq centimètres de la meilleure performance mondiale de l'année qu'il détient) réalisé à son entrée dans le concours, devançant de 44 cm le Cubain Yoandris Betanzos et de 46 cm le Bahaméen Leevan Sands. Jonathan Edwards abandonne après son deuxième essai et termine 12e et dernier de la finale.
Blessé après son titre olympique obtenu à Athènes en 2004, Christian Olsson ne peut défendre son titre lors des mondiaux de 2005 à Helsinki, laissant la victoire à l'Américain Walter Davis qui établit son record de la saison à son troisième essai avec 17,57 m. Celui-ci devance Yoandris Betanzos qui décroche sa deuxième médaille d'argent consécutive avec 17,42 m, et le Roumain Marian Oprea, détenteur de la meilleure performance mondiale de l'année avec 17,81 m, qui se classe troisième avec 17,40 m.

#### 2007-2015

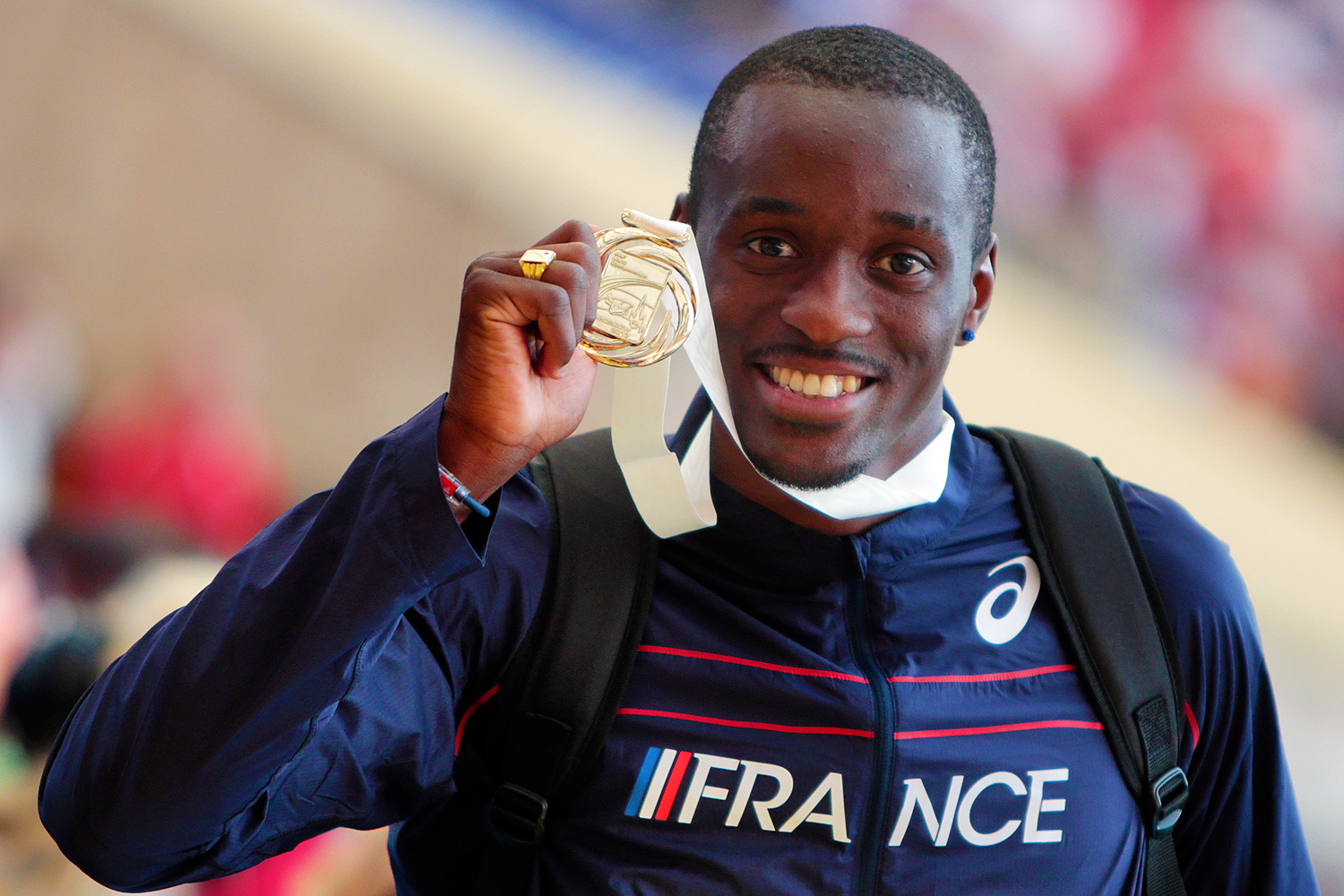
Teddy Tamgho, champion du monde en 2013.

Lors des championnats du monde 2007 à Osaka, le Portugais Nelson Évora crée la surprise en remportant la finale du triple saut avec 17,74 m, à son troisième essai, établissant un nouveau record national. Le Brésilien Jadel Gregório, qui a franchi 17,90 m cette saison, est deuxième avec 17,59 m, devant le tenant du titre Walter Davis, médaillé de bronze avec 17,33 m, sa meilleure marque de la saison.
En 2009, le Britannique Phillips Idowu remporte la finale des championnats du monde de Berlin avec la marque de 17,73 m réalisée à son troisième essai, signant la meilleure performance mondiale de l'année ainsi qu'un nouveau record personnel. Il devance Nelson Évora, tenant du titre et champion olympique l'année précédente à Pékin, qui prend la deuxième place avec 17,55 m, et le Cubain Alexis Copello, troisième avec 17,36 m.
L'Américain Christian Taylor, qui participe alors à sa première compétition internationale majeure, remporte le titre des championnats du monde 2011, à Daegu. Auteur de deux premiers sauts au-delà des 17 mètres, l'Américain atteint la marque de 17,96 m (+ 0,1 m/s) à son quatrième essai et améliore de 28 cm son record personnel et de 5 cm la meilleure performance mondiale de l'année du Français Teddy Tamgho. Il devance le tenant du titre Phillips Idowu (17,77 m) et l'autre Américain Will Claye qui bat son record personnel avec 17,50 m. Alexis Copello se classe 4e, devant Nelson Évora et Christian Olsson.
En 2013, lors des championnats du monde de Moscou, Teddy Tamgho réalise un triple bond à 18,04 m à son sixième et dernier essai (meilleure performance mondiale de l'année et nouveau record de France) et devance le Cubain Pedro Pichardo (17,68 m) et l'Américain Will Claye (17,52 m), devenant à cette occasion le troisième athlète à dépasser la limite des dix-huit mètres au triple saut après Jonathan Edwards (18,29 m en 1995) et Kenny Harrison (18,09 m en 1996). Christian Taylor, champion du monde et champion olympique en titre, échoue au pied du podium avec 17,20 m.
Lors des championnats du monde de Pékin en 2015, Christian Taylor décroche son deuxième titre mondial en plein air après Daegu 2011 en établissant à son sixième et dernier essai la marque de 18,21 m, signant la meilleure performance mondiale de l'année ainsi qu'un nouveau record d'Amérique du Nord, d'Amérique centrale et des Caraïbes, devenant à cette occasion le deuxième meilleur performeur mondial de tous les temps, derrière Jonathan Edwards. Il devance Pedro Pichardo, de nouveau sur la deuxième marche du podium avec 17,73 m, et Nelson Évora, médaillé de bronze avec 17,52 m. 

#### Depuis 2017

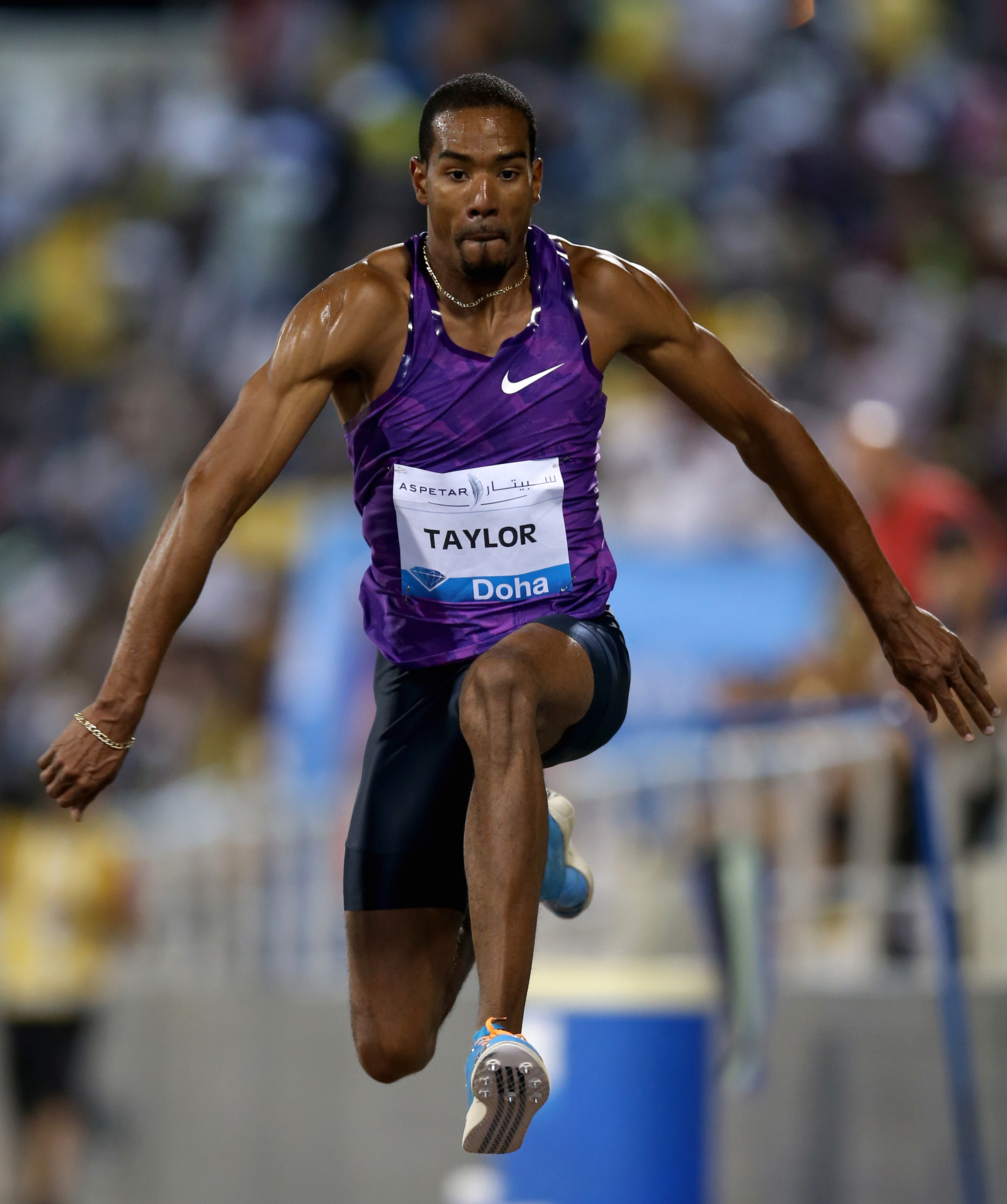
Christian Taylor, champion du monde en 2011, 2015, 2017 et 2019.

En 2017, au terme d'un duel acharné avec son compatriote Will Claye, Christian Taylor remporte les championnats du monde de Londres où il réalise un saut à 17,68 m à son troisième essai, cinq centimètres de mieux que Claye. Il devient le premier athlète masculin à remporter trois titres mondiaux en plein air après 2011 et 2015. Nelson Évora complète le podium avec 17,19 m et décroche sa quatrième médaille mondiale en plein air en l'espace de 10 ans, sa deuxième en bronze. 
En 2019 à Doha, Christian Taylor est sacré pour la quatrième fois de sa carrière champion du monde du triple saut avec un saut à 17,92 m réalisé à son cinquième essai. Il devance une nouvelle fois Will Claye, deuxième en 17,74 m (sa quatrième médaille au total), ainsi que le Burkinabé Hugues Fabrice Zango, qui remporte la première médaille de l'histoire de son pays aux championnats du monde d'athlétisme et qui signe un nouveau record d'Afrique avec un dernier bond mesuré à 17,66 m, soit 4 centimètres de mieux que Pedro Pichardo, désormais Portugais, qui échoue au pied du podium avec 17,62 m. 
Dans les qualifications des championnats du monde 2022 à Eugene, Christian Taylor, de retour à la compétition après une rupture du tendon d'Achille en 2021, ne parvient pas à se qualifier pour la finale en ne réalisant que 16,48 m. Pedro Pichardo, champion olympique un an plus tôt à Tokyo, remporte la finale avec la marque de 17,95 m réussie dès son entrée dans le concours, puis réalisant trois autres sauts au-delà des 17,50 m. Hugues Fabrice Zango s'adjuge la médaille d'argent avec 17,55 m et le Chinois Zhu Yaming la médaille de bronze avec 17,31 m. Les Italiens Andrea Dallavalle et Emmanuel Ihemeje se classent respectivement 4e et 5e de la finale.

### Palmarès
| Édition | Or                           | Argent                       | Bronze                       |
| ------- | ---------------------------- | ---------------------------- | ---------------------------- |
| 1983    | Zdzisław Hoffmann 17,42 m    | Willie Banks 17,18 m         | Ajayi Agbebaku 17,18 m       |
| 1987    | Khristo Markov 17,92 m       | Mike Conley 17,67 m          | Oleg Sakirkin 17,43 m        |
| 1991    | Kenny Harrison 17,78 m       | Leonid Voloshin 17,75 m      | Mike Conley 17,62 m          |
| 1993    | Mike Conley 17,86 m          | Leonid Voloshin 17,65 m      | Jonathan Edwards 17,44 m     |
| 1995    | Jonathan Edwards 18,29 m     | Brian Wellman 17,62 m        | Jérôme Romain 17,59 m        |
| 1997    | Yoelbi Quesada 17,85 m       | Jonathan Edwards 17,69 m     | Aliecer Urrutia 17,64 m      |
| 1999    | Charles Friedek 17,59 m      | Rostislav Dimitrov 17,49 m   | Jonathan Edwards 17,48 m     |
| 2001    | Jonathan Edwards 17,92 m     | Christian Olsson 17,47 m     | Igor Spasovkhodskiy 17,44 m  |
| 2003    | Christian Olsson 17,72 m     | Yoandris Betanzos 17,28 m    | Leevan Sands 17,26 m         |
| 2005    | Walter Davis 17,57 m         | Yoandris Betanzos 17,42 m    | Marian Oprea 17,40 m         |
| 2007    | Nelson Évora 17,74 m         | Jadel Gregório 17,59 m       | Walter Davis 17,33 m         |
| 2009    | Phillips Idowu 17,75 m       | Nelson Évora 17,55 m         | Alexis Copello 17,36 m       |
| 2011    | Christian Taylor 17,96 m     | Phillips Idowu 17,77 m       | Will Claye 17,50 m           |
| 2013    | Teddy Tamgho 18,04 m         | Pedro Pichardo 17,68 m       | Will Claye 17,52 m           |
| 2015    | Christian Taylor 18,21 m     | Pedro Pichardo 17,73 m       | Nelson Évora 17,52 m         |
| 2017    | Christian Taylor 17,68 m     | Will Claye 17,63 m           | Nelson Évora 17,19 m         |
| 2019    | Christian Taylor 17,92 m     | Will Claye 17,74 m           | Hugues Fabrice Zango 17,66 m |
| 2022    | Pedro Pichardo 17,95 m       | Hugues Fabrice Zango 17,55 m | Zhu Yaming 17,31 m           |
| 2023    | Hugues Fabrice Zango 17,64 m | Lázaro Martínez 17,41 m      | Cristian Nápoles 17,40 m     |

### Multiples médaillés
| Rang | Athlète              | Pays                      | Période   | Or | Argent | Bronze | Total |
| ---- | -------------------- | ------------------------- | --------- | -- | ------ | ------ | ----- |
| 1    | Christian Taylor     | États-Unis                | 2011-2019 | 4  | 0      | 0      | 4     |
| 2    | Jonathan Edwards     | Royaume-Uni               | 1993–2001 | 2  | 1      | 2      | 5     |
| 3    | Pedro Pichardo       | Cuba / Portugal           | 2013-2022 | 1  | 2      | 0      | 2     |
| 4    | Nelson Évora         | Portugal                  | 2007–2017 | 1  | 1      | 2      | 4     |
| 5    | Mike Conley          | États-Unis                | 1987-1993 | 1  | 1      | 1      | 3     |
| 5=   | Hugues Fabrice Zango | Burkina Faso              | 2019–2023 | 1  | 1      | 1      | 3     |
| 7=   | Christian Olsson     | Suède                     | 2001–2003 | 1  | 1      | 0      | 2     |
| 7=   | Phillips Idowu       | Royaume-Uni               | 2009–2011 | 1  | 1      | 0      | 2     |
| 9    | Walter Davis         | États-Unis                | 2005-2007 | 1  | 0      | 1      | 2     |
| 10   | Will Claye           | États-Unis                | 2011-2019 | 0  | 2      | 2      | 4     |
| 11=  | Leonid Voloshin      | Union soviétique / Russie | 1991–1993 | 0  | 2      | 0      | 2     |
| 11=  | Yoandris Betanzos    | Cuba                      | 2003–2005 | 0  | 2      | 0      | 2     |

### Records des championnats
| Marque  | Athlète           | Lieu     | Date         | Record |
| ------- | ----------------- | -------- | ------------ | ------ |
| 16,80 m | Ajayi Agbebaku    | Helsinki | 7 août 1983  |        |
| 16,90 m | Mike Conley       | Helsinki | 7 août 1983  |        |
| 17,01 m | Ajayi Agbebaku    | Helsinki | 8 août 1983  |        |
| 17,08 m | Willie Banks      | Helsinki | 8 août 1983  |        |
| 17,13 m | Mike Conley       | Helsinki | 8 août 1983  |        |
| 17,18 m | Willie Banks      | Helsinki | 8 août 1983  |        |
| 17,18 m | Zdzisław Hoffmann | Helsinki | 8 août 1983  |        |
| 17,35 m | Zdzisław Hoffmann | Helsinki | 8 août 1983  |        |
| 17,42 m | Zdzisław Hoffmann | Helsinki | 8 août 1983  |        |
| 17,73 m | Khristo Markov    | Rome     | 31 août 1987 |        |
| 17,92 m | Khristo Markov    | Rome     | 31 août 1987 |        |
| 18,16 m | Jonathan Edwards  | Göteborg | 7 août 1995  | WR     |
| 18,29 m | Jonathan Edwards  | Göteborg | 7 août 1995  | WR     |

## Femmes

### Historique

#### 1993-2005

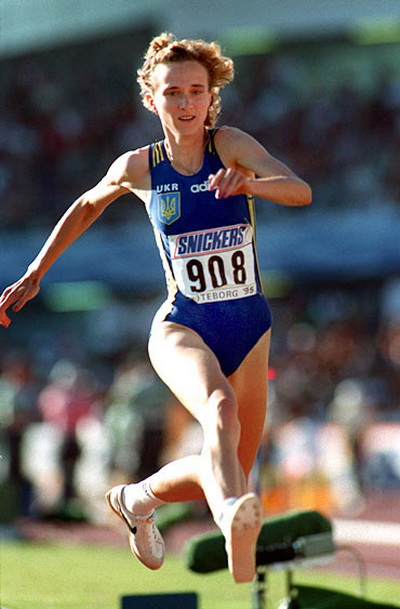
Inessa Kravets lors des championnats du monde de 1995 qu'elle remporte en établissant un nouveau record du monde avec 15.50 m.

Le triple saut féminin fait sa première apparition lors des championnats du monde 1993 à Stuttgart. La Russe Anna Biryukova remporte la médaille d'or en établissant un nouveau record du monde avec 15,09 m, devenant la première athlète à dépasser la limite des 15 mètres. Elle devance sa compatriote Yolanda Chen, l'ancienne détentrice du record mondial, qui termine deuxième avec 14,70 m, et la Bulgare Iva Prandzheva, médaillée de bronze avec 14,23 m.
En finale des mondiaux de Göteborg en 1995, l'Ukrainienne Inessa Kravets établit la marque de 15,50 m à son troisième essai et améliore le record du monde de Biryukova qui termine à la troisième place avec 15,08 m. Iva Prandzheva décroche une nouvelle médaille, en d'argent, avec un saut à 15,18 m. Trois jours plus tôt, dans l'épreuve masculine, Jonathan Edwards avait également remporté le titre en établissant un record du monde.
En 1997 à Athènes, et en l'absence d'Inessa Kravets, championne du monde et championne olympique en titre, blessée aux ischio-jambiers, la Tchèque Šárka Kašpárková remporte le titre mondial en établissant à son 5e essai la meilleure performance mondiale de l'année avec 15,20 m. Proche de Kašpárková, Rodica Mateescu se classe deuxième de la compétition en améliorant le record de Roumanie avec 15,16 m, devançant l'Ukrainienne Olena Hovorova, médaillée de bronze avec 14,67 m. La Grecque Ólga Vasdéki, qui bat le record national avec 14,62 m, termine au pied du podium.

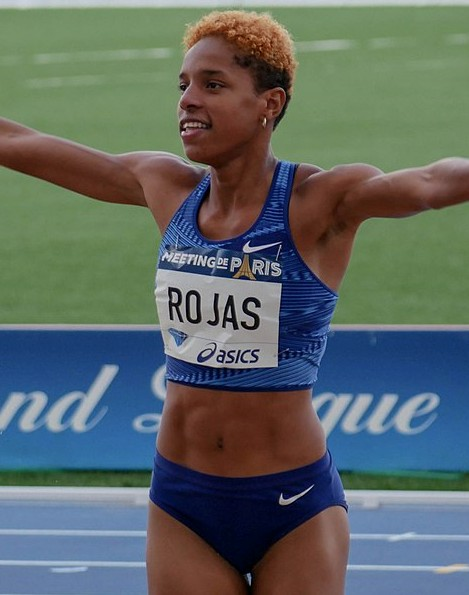
Yulimar Rojas, championne du monde en 2017, 2019 et 2022.

Lors des championnats du monde de 1999, à Séville, la victoire revient à la Grecque Paraskeví Tsiamíta avec un saut victorieux à 14,88 m, établi dès son entrée dans le concours. Elle devance la Cubaine Yamilé Aldama, deuxième avec 14,61 m et Ólga Vasdéki, qui réussit cette même marque de 14,61 m mais est finalement devancée par la Cubaine au titre du deuxième meilleur saut. Šárka Kašpárková, la tenante du titre, se classe 6e de la finale.
Championne olympique en 2000, et championne du monde en salle en début de saison 2001, la Bulgare Teresa Marinova fait figure de favorite pour le titre aux championnats du monde 2001. Mais à Edmonton, la Russe Tatyana Lebedeva s'impose en réalisant la meilleure performance mondiale de l'année avec 15,25 m, et ce à son sixième et dernier essai. Longtemps en tête du concours, Teresa Marinova, se classe finalement troisième avec 14,58 m, devancée pour la médaille d'argent par la Camerounaise Françoise Mbango Etone qui réalise un saut à 14,60 m à son dernier essai. 
En 2003 à Paris, Tatyana Lebedeva conserve son titre et devient la première triple-sauteuse à remporter deux titres mondiaux en plein air. Elle établit en finale à son quatrième essai son meilleur saut de l'année avec 15,18 m et devance une nouvelle fois Françoise Mbango Etone, qui réalise pourtant un nouveau record d'Afrique avec 15,05 m. L'Italienne et ancienne Cubaine Magdelin Martinez complète le podium avec 14,90 m (record d'Italie).
Lors des championnats du monde 2005 à Helsinki, la Jamaïcaine Trecia Smith décroche le plus grand titre de sa carrière en s'imposant avec la marque de 15,11 m, meilleure performance mondiale de l'année réalisée à son cinquième essai. Elle devance la Cubaine Yargelis Savigne, médaillée d'argent avec 14,82 m, son record personnel, et la Russe Anna Pyatykh, médaillée de bronze avec 14,78 m. Françoise Mbango Etone, championne olympique en 2004 à Athènes, décide au tout dernier moment de ne participer à ces championnats alors que la tenante du titre Tatyana Lebedeva, qui n'avait réalisé que la 11e performance des qualifications, déclare forfait pour la finale.

#### 2007-2015

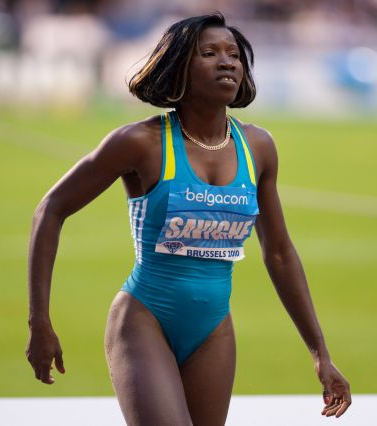
Yargelis Savigne, championne du monde en 2007 et 2009.

Aux championnats du monde de 2007 à Osaka, la Cubaine Yargelis Savigne réalise dès son entrée dans le concours un triple bond à 15,28 m, améliorant son record personnel et établissant la meilleure performance mondiale de l'année. Elle remporte la médaille d'or et devance Tatyana Lebedeva (15,07 m) et la Grecque Chrysopiyí Devetzí (15,04 m). Mais, convaincue de dopage en 2016, de même que la quatrième de l'épreuve Anna Pyatykh, Devetzí est déchue de sa médaille de bronze au profit de la Slovène Marija Šestak, initialement 5e de la finale.
En 2009 à Berlin, Yargelis Savigne devient la deuxième athlète après Tatyana Lebedeva à remporter un deuxième titre de champion du monde en plein air au triple saut. Elle s'impose avec un saut à 14,95 m établi à son cinquième essai et devance sur le podium sa compatriote Mabel Gay (14,61 m) et Anna Pyatykh, qui bat le record national de Russie avec 14,52 m. Comme pour l'édition 2007, Pyatykh est déchue de sa médaille de bronze en 2016 pour cause de dopage. En conséquence, la Serbe Biljana Topić récupère la médaille de bronze vacante. Françoise Mbango Etone, championne olympique en 2008 à Pékin, ne participe pas à la compétition.
En 2011, lors des championnats du monde de Daegu, l'Ukrainienne Olha Saladukha décroche le titre mondial un an après avoir obtenu le sacre européen. Elle établit la marque de 14,94 m dès son premier essai et devance de 5 cm la Kazakhe Olga Rypakova, médaillée d'argent avec 14,89 m. La Colombienne Caterine Ibargüen, détentrice de la meilleure performance mondiale de l'année avec 14,99 m, se classe troisième de la finale avec 14,84 m alors que la double tenante du titre Yargelis Savigne termine au sixième rang avec 14,43 m. 
Caterine Ibargüen devient la première championne du monde colombienne, en portant la meilleure marque de l'année à 14,85 m en finale des championnats du monde 2013 à Moscou. La Russe Ekaterina Koneva remporte la médaille d'argent avec 14,81 m, Olha Saladukha se classant troisième du concours avec 14,65 m. Championne olympique en 2012 à Londres, Olga Rypakova ne dispute aucune compétition en 2013 pour cause de maternité.
Aux championnats du monde 2015, à Pékin, Caterine Ibargüen remporte un deuxième titre de championne du monde, la troisième athlète à réaliser cet exploit après Tatyana Lebedeva et Yargelis Savigne. Elle s'impose en établissant la marque de 14,90 m à son quatrième essai, sa meilleure performance de la saison. L'Israélienne Hanna Knyazyeva-Minenko prend la médaille d'argent avec 14,78 m et améliore le record national, devançant Olga Rypakova, médaillée de bronze avec 14,77 m.

#### Depuis 2017
Lors des championnats du monde 2017 à Londres, Yulimar Rojas devient à 21 ans la première athlète vénézuélienne sacrée championne du monde d'athlétisme en remportant la finale du triple saut en 14,91 m, soit deux centimètres de mieux que Caterine Ibargüen, double championne du monde en titre et invaincue en grande compétition depuis les Jeux Olympiques 2012 de Londres. La médaille de bronze revient à Olga Rypakova en 14,77 m.
En 2019 à Doha, Yulimar Rojas conserve son titre mondial acquis à Londres avec un meilleur saut à 15,37 m, à seulement 13 centimètres du record du monde de Inessa Kravets. Elle devance sur le podium la Jamaïcaine Shanieka Ricketts, deuxième en 14,92 m, et Caterine Ibarguen, troisième en 14,73 m. Cette dernière remporte à 35 ans sa cinquième mondiale planétaire dans cette épreuve, sa deuxième en bronze après celle obtenue à Daegu en 2011.
Championne olympique en titre, et détentrice du record du monde, Yulimar Rojas remporte aisément son troisième titre de championne du monde d'affilée, devenant l'athlète féminine la plus titrée dans cette épreuve. Aux championnats du monde 2022, à Eugene, elle établit la meilleure marque des qualifications dès son premier essai avec 14,72 m. Deux jours plus tard, en finale, elle s'impose avec un saut à 15,47 m établi à son deuxième essai (meilleure performance mondiale de l'année) et réalise deux autres sauts au-delà des 15 mètres (15,24 m à son troisième essai et 15,39 m à son sixième et dernier essai). Elle devance la Jamaïcaine Shanieka Ricketts (14,89 m) et l'Américaine Tori Franklin (14,72 m).

### Palmarès
| Édition | Or                         | Argent                          | Bronze                    |
| ------- | -------------------------- | ------------------------------- | ------------------------- |
| 1993    | Anna Biryukova 15,09 m     | Yolanda Chen 14,70 m            | Iva Prandzheva 14,23 m    |
| 1995    | Inessa Kravets 15,50 m     | Iva Prandzheva 15,18 m          | Anna Biryukova 15,08 m    |
| 1997    | Šárka Kašpárková 15,20 m   | Rodica Mateescu 15,16 m         | Olena Hovorova 14,67 m    |
| 1999    | Paraskeví Tsiamíta 14,88 m | Yamilé Aldama 14,61 m           | Ólga Vasdéki 14,61 m      |
| 2001    | Tatyana Lebedeva 15,25 m   | Françoise Mbango Etone 14,60 m  | Teresa Marinova 14,58 m   |
| 2003    | Tatyana Lebedeva 15,18 m   | Françoise Mbango Etone 15,05 m  | Magdelin Martinez 14,90 m |
| 2005    | Trecia Smith 15,11 m       | Yargelis Savigne 14,82 m        | Anna Pyatykh 14,78 m      |
| 2007    | Yargelis Savigne 15,28 m   | Tatyana Lebedeva 15,07 m        | Marija Šestak 14,72 m     |
| 2009    | Yargelis Savigne 14,95 m   | Mabel Gay 14,61 m               | Biljana Topić 14,52 m     |
| 2011    | Olha Saladukha 14,94 m     | Olga Rypakova 14,89 m           | Caterine Ibargüen 14,84 m |
| 2013    | Caterine Ibargüen 14,85 m  | Ekaterina Koneva 14,81 m        | Olha Saladukha 14,65 m    |
| 2015    | Caterine Ibargüen 14,90 m  | Hanna Knyazyeva-Minenko 14,78 m | Olga Rypakova 14,77 m     |
| 2017    | Yulimar Rojas 14,91 m      | Caterine Ibargüen 14,89 m       | Olga Rypakova 14,77 m     |
| 2019    | Yulimar Rojas 15,37 m      | Shanieka Ricketts 14,92 m       | Caterine Ibargüen 14,73 m |
| 2022    | Yulimar Rojas 15,47 m      | Shanieka Ricketts 14,89 m       | Tori Franklin 14,72 m     |
| 2023    | Yulimar Rojas 15,08 m      | Maryna Bekh-Romanchuk 15,00 m   | Leyanis Pérez 14,96 m     |

### Multiples médaillées
| Rang | Athlète                | Pays       | Période   | Or | Argent | Bronze | Total |
| ---- | ---------------------- | ---------- | --------- | -- | ------ | ------ | ----- |
| 1    | Yulimar Rojas          | Venezuela  | 2017–2023 | 4  | 0      | 0      | 4     |
| 2    | Caterine Ibargüen      | Colombie   | 2011-2017 | 2  | 1      | 2      | 5     |
| 3=   | Tatyana Lebedeva       | Russie     | 2001-2007 | 2  | 1      | 0      | 3     |
| 3=   | Yargelis Savigne       | Cuba       | 2005–2009 | 2  | 1      | 0      | 3     |
| 5=   | Anna Biryukova         | Russie     | 1993-1995 | 1  | 0      | 1      | 2     |
| 5=   | Olha Saladukha         | Ukraine    | 2011–2013 | 1  | 0      | 1      | 2     |
| 7=   | Françoise Mbango Etone | Cameroun   | 2001–2003 | 0  | 2      | 0      | 2     |
| 7=   | Shanieka Ricketts      | Jamaïque   | 2019–2022 | 0  | 2      | 0      | 2     |
| 9    | Olga Rypakova          | Kazakhstan | 2011-2017 | 0  | 1      | 2      | 3     |
| 10   | Iva Prandzheva         | Bulgarie   | 1993–1995 | 0  | 1      | 1      | 2     |
| 11   | Anna Pyatykh           | Russie     | 2005–2009 | 0  | 0      | 2      | 2     |

### Records des championnats
| Marque  | Athlète        | Lieu      | Date         | Record |
| ------- | -------------- | --------- | ------------ | ------ |
| 14,14 m | Helga Radtke   | Stuttgart | 20 août 1993 |        |
| 14,62 m | Anna Biryukova | Stuttgart | 21 août 1993 |        |
| 14,77 m | Anna Biryukova | Stuttgart | 21 août 1993 |        |
| 15,09 m | Anna Biryukova | Stuttgart | 21 août 1993 | WR     |
| 15,50 m | Inessa Kravets | Göteborg  | 10 août 1995 | WR     |